# Daniel Čech
Daniel Čech je český komik a herec. Nejvíce se proslavil působením v pořadech Na stojáka a Comedy Club.

## Kariéra
Poprvé se ve filmu objevil v roce 2006 a to ve snímku Poslední prázdniny. Následně se vydal cestou komika vystupováním v pořadu Na stojáka, kde vystupoval se svými stand-upy. V roce 2015 si zahrál ve snímku Fotograf, hlavní roli si zde zahrál Karel Roden. Od roku 2016 občas vystupuje v pořadu Comedy Club. Během roku 2024 si zahrál v kriticky nepřijatém filmu Superžena.

## Zajímavosti
Proslavil se krátkým sketčem, při kterém dělal rozhovor s Českou televizí převlečený jako hokejista ukazující na stereotypy hokeje, při tom za ním procházeli hráči HC Sparta Praha.

## Filmografie

### Filmy
- 2006 – Poslední prázdniny
- 2015 – Fotograf
- 2024 – Superžena

### Televize
- 2004 – Na stojáka
- 2016 – Comedy Club
- 2018 – Rédl (1 epizoda)
- 2020 – Modrý kód (1 epizoda)